# Papež Zefirin
Sveti Zefirin, papež, svetnik in mučenec, Rimskokatoliške cerkve, * 2. stoletje n. št., Rim, (Italija, Rimsko cesarstvo); † 20. december 217, Rim.

## Življenjepis
Njegovo ime izhaja iz grščine: Ζεφυρίνος, od koder izhaja polatinjeno:  Zephyrinus in pomeni v slovenščini: zahodni veter, zefir.
Zefirina včasih imenujejo tudi Severin ali Geferin.

### Težave s heretiki
Zefirin je nastopil proti prepričanju monarhianizma, ki je učil, da je v Bogu ena sama oseba, ki ima tri različna imena in trojni način javljanja enoosebnega Boga: Očeta pri stvarjenju, Sina pri odrešenju, Svetega Duha pri posvečenju.
Še večje težave je imel Zefirin s prepričanjem montanizma, ki jo je takrat vodil Teodot Rimski. Nagovoril je duhovnika Natalisa, ki je med preganjanji veliko trpel zaradi vere in so ga častili kot spoznavalca, naj za mesečno plačo 150 denarjev prevzame službo rimskega škofa. Natalis je podlegel skušnjavi: postal je v zgodovini prvi protipapež, vendar je ta korak kmalu obžaloval. Ubogal je papeža in se podvrgel strogi pokori; blagi Zefirin ga je sprejel nazaj v občestvo Cerkve.
Največje težave pa mu je povzročal učeni Tertulijan. Kakor je prej veliko koristil krščanstvu kot apologet proti poganstvu, mu je zdaj še več škodoval, ko je okrog 204 prestopil na stran strogega montanizma. Celo papeža je nagovarjal, naj jih sprejme nazaj v krilo Cerkve. Ko je njihov nauk obsodil prek pisanja duhovnika Prakseja (Praxeas), se je Tertulijan odzval z norčevanjem; papežu je očital, da je nevednež in da se ne spozna na verski nauk.

### Preganjanje kristjanov
Njegov pontifikat sovpada s preganjanjem kristjanov pod cesarjem Septimijem Severom . Cerkev je bila takrat že močna in kljub notranjim težavam v zvezi z montanizmom in monarhianizmom dobro organizirana; v krščanstvu so druga verstva videla nevarnost za svoj obstoj.
Septimij Sever je začel novo obdobje preganjanj, ki ni bilo več naperjeno zgolj proti posameznikom ampak proti vsej Cerkvi. Leta 202 je izdal odlok, ki je prepovedoval vstop v krščansko vero. S tem je hotel zaustaviti rast Cerkve in jo tako postopno uničiti. Začelo se je preganjanje katehumenov. Znana katehetska šola v Aleksandriji je bila razpuščena in nekaj njenih učencev je umrlo mučeniške smrti. Ponekod so fanatični cesarski namestniki razširili preganjanje na vse kristjane.

### Mir pod Karakalom
211 je umrl cesar Sever. Njegov sin Karakala je na posredovanje svetega papeža Zefirina takoj umaknil dotedanje ukaze o preganjanju kristjanov. Celih sedem let je Cerkev uživala blagoslovljeni mir in med tem časom je njeno delovanje cvetelo.
Rimski cesar Karakala je bil rojen v Lyonu 5. aprila 188. Pravo ime mu je bilo Lucij Septim Basijan z nadevkom Karakala (Lucius Septimus Bassianus-Caracalla). Po smrti svojega očeta Septimija Severa 4. februarja 211 je prišel v Rim in po letu dni skupnega vladanja umoril svojega leto mlajšega brata Geta kakor tudi njegove pristaše. Pomemben je njegov odlok Constitutio Antoniana iz leta 212, po katerem je podelil pravice rimskega državljanstva vsem svobodnim prebivalcem Rimskega cesarstva, tudi kristjanom in judom. S svojim lahkotnim življenjem in norčevanjem iz poganskih bogov je še pomagal pri širjenju krščanstva.

### Določbe papeža Zefirina
- Mašniško posvečenje mora biti vedno v navzočnosti duhovnikov in vernikov.
- Posvetiti je možno le take osebe, ki se odlikujejo po znanju in neoporečnem življenju.[8]
- Odpadli kristjani in drugi veliki grešniki so lahko sprejeti nazaj v Cerkev po opravljeni določeni pokori.
- Sveto obhajilo je mogoče podeliti otrokom šele s štirinajstim letom starosti. Ta odlok je ostal v veljavi vse do odloka Pija X. (1903-1914), ki je to starost znižal na „leta razločevanja in razumevanja”, kar naj bi bilo okrog sedmega leta starosti.[9]

## Smrt in češčenje
Tudi Zefirin je umrl mučeniške smrti. Čeprav ga najstarejši viri nimajo za mučenca, ki bi za Kristusa prelil svojo kri, ga skozi zgodovino častijo kot mučenca zlasti zaradi vztrajnosti v veri med preganjanji, kakor tudi zaradi hudega poniževanja in trpljenja, ki ga je potrpežljivo in vdano prenašal od krivovercev.

### God
V Rimskokatoliški cerkvi ima god 26. avgusta. Pred letom 1969 je bil njegov god 20. decembra, ponekod pa že prej 26. avgusta.

### Ocena
Čeprav je Hipolit imel papeža Zefirina za neizobraženega in neveščega v cerkvenih zadevah, je večina rimskih duhovnikov bila na njegovi strani. Med nastalim preganjanjem je bil vernikom in duhovnikom tolažnik in varuh. V spisu „Octavius” ga njegov sodobnik Minucius Felix poveličuje kot dobrega in sposobnega papeža. 
Nekateri menijo, da se v odnosu do kristjanov tudi s Karakalinim odlokom ni ničesar spremenilo in da se je preganjanje nadaljevalo tudi pod njegovim vladanjem.